# وو-آن-وولن
شهر وُ-آن-وُلن (به فرانسوی: Vaulx-en-Velin) در شهرستان رون در ناحیه رون-آلپ با جمعیت ۴۰٬۳۰۰ نفر در کشور فرانسه واقع شده‌است